# Вспоможёнка
Вспоможёнка, официальное название «Здание Общества взаимного вспоможения частному и служебному труду», в советское время — «Дом учителя».
Здание являлось памятником архитектуры города Уфы, уникальным памятником деревянного зодчества, не имеющим аналогов на Урале.
Вспоможёнка была построена в 1901—1902 годах на Бекетовской улице, 40, позднее адрес сменился — Социалистическая улица, 38. Снесена летом 2003 года под строительство элитного жилья (фотография дома, построенного на месте памятника архитектуры).

## Архитектура
Историк П. Егоров отмечает:
Архитектурный декор фасадов здания-памятника выполнен в стиле готизированного модерна. Окна со сложной витражной расстекловкой, сдвоенные, строенные. Тимпан треугольного нависающего фронтона забран крестовинами. Поверх обшивки фасада нанесена имитация готического фахверка. Декор дополнен ажурной орнаментальной резьбой. Необычно большой для начала XX века зрительный зал являлся двухсветным и единственным для Уфы того времени. Над крыльцом бокового входа сохранился резной деревянный навес с ажурными свисающими деталями. Внутренняя лестница с деревянными балясинами.
Постановлением Совмина БАССР в июне 1949 года Вспоможёнке был присвоен статус памятника истории, охраняемого государством. В мае 1992 года Указом Президиума Верховного Совета РБ памятник был включён в перечень уникальных объектов историко-культурного наследия народов РБ.
За более чем вековое существование особняка не было ни одной утраты в его внешнем облике.

## Исторические события во Вспоможёнке
После февральской революции 1917 года Вспоможёнка легально стала центром работы социал-демократов. 5 марта 1917 года в Вспоможёнке организовался первый временный Уфимский Совет рабочих и солдатских депутатов и его исполком, в советское время была установлена мемориальная доска. 27 мая 1917 года в Вспоможёнке прошёл 1-й общегубернский съезд Советов.

## Культурные события
В ноябре 1916 года, как вспоминали старожилы, в Вспоможёнке выступал со стихами поэт Константин Бальмонт.
Изначально в здании располагалось правление Общества взаимного вспоможения частному и служебному труду, а также его библиотека, комнаты для кружковых занятий и игр, клуб, воскресная школа, народный университет. Помещения использовались для выступлений артистов гастролировавших трупп, ставились самодеятельные спектакли по пьесам А. М. Горького, Н. В. Гоголя, А. Н. Островского.
В советское время — учительская библиотека, областной дом работников просвещения, научная библиотека при рескоме профсоюзов.